# Marcantonio Colonna
Marcantonio Colonna (1523–1597) va ser un bisbe i cardenal de l'Església Catòlica.

## Història
Marcantonio va néixer a Roma el 1523, membre de la família Colonna. Era fill dels nobles romans Camilo i Victòria Colonna. Era renebot del cardenal Pompeu Colonna. Va estudiar filosofia i teologia cristiana amb Felice Peretti, futur papa Sixt V, el 1585.
El 9 de juliol de 1560, va ser nomenat arquebisbe de Tàrent i va participar en el Concili de Trento entre 1562 i 1563.
Pius IV el va nomenar cardenal-presbíter en el consistori de 12 de març de 1565. Va rebre el seu capel i l'església titular dels Sants Apostols el 15 de maig de 1565. Va participar en el Conclave de 1565–1566 que va triar Pius V. El 13 d'octubre de 1568 va ser traslladat a l'arxidiocesi de Salern i, quatre anys després, va participar en el nou conclave, que va elegir el Gregori XIII.
En el Jubileu de 1575, va obrir la porta santa de Sant Joan del Laterà. Entre el 8 de gener de 1579 i el 8 de gener de 1580 va ser camarlenc del Col·legi de Cardenals. El 5 de desembre del mateix any, va optar per l'església titular de San Pietro in Vincoli. El 25 d'octubre de l'any següent, va ser nomenat legat papal a Marques.
Va participar en el conclave de 1585, que va elegir el Sixt V. El 13 d'octubre de 1586, quan va ser nomenat cardenal protopresbíter, va canviar novament d'església titular: San Lorenzo in Lucina. En el pontificat de Sixt V, va ser cap d'edició de l'Index Librorum Prohibitorum, la llista de llibres prohibits per la censura de l'Església. L'11 de maig de 1587, va ser promogut cardenal-bisbe de la seu suburbicària de Palestrina i, dos dies després, va ser nomenat legat papal de la Província de Campanya i Marítima.
Marcantonio va participar novament en un conclave de 1590 el setembre de 1590, que va elegir el papa Urbà VII, i, per tant de seguida, d'un segon conclave el 1590, que va elegir Gregori XIV. L'any següent, un nou conclave va elegir Innocenci XI i, finalment, el conclave de 1592 va elegir Climent VIII.
Va ser el bibliotecari de la Biblioteca Vaticana entre 1591 i 1597.
Marcantonio va morir a Zagarolo el 13 de març de 1597 i va ser enterrat en una església franciscana de la ciutat.